# Liste der Bodendenkmale im Landkreis Lüneburg

Landkreis Lüneburg in Niedersachsen

In der Liste der Bodendenkmale im Landkreis Lüneburg sind die Bodendenkmale im Landkreis Lüneburg aufgelistet. Die Quelle ist der Denkmalatlas Niedersachsen. Die Angaben in den einzelnen Listen ersetzen nicht die rechtsverbindliche Auskunft der zuständigen Denkmalschutzbehörde.

## Übersicht
| Bild | Gemeinde                   | Bodendenkmalliste                      | Wappen | Lage | Ortsteile |
| ---- | -------------------------- | -------------------------------------- | ------ | ---- | --- |
|      | Adendorf                   | Liste der Bodendenkmale in Adendorf    |        |      | - Adendorf - Erbstorf |
|      | Samtgemeinde Amelinghausen | siehe Ortsteile                        |        |      | - Amelinghausen - Betzendorf - Oldendorf (Luhe) - Rehlingen - Soderstorf |
|      | Amt Neuhaus                | Liste der Bodendenkmale in Amt Neuhaus |        |      | - Bitter - Bohnenburg - Darchau - Groß Banratz - Herrenhof - Kaarßen - Kolepant - Konau - Krusendorf - Laake - Neu Garge - Neuhaus - Niendorf - Pommau - Popelau - Preten - Privelack - Raffatz - Rassau - Stiepelse - Strachau - Sumte - Tripkau - Viehle - Vockfey - Wehningen - Wilkenstorf |
|      | Samtgemeinde Bardowick     | siehe Ortsteile                        |        |      | - Bardowick - Barum - Handorf - Mechtersen - Radbruch - Vögelsen - Wittorf |
|      | Bleckede                   | Liste der Bodendenkmale in Bleckede    |        |      | - Alt Garge - Barskamp - Bleckede - Bleckede-Wendischthun - Brackede - Breetze - Garlstorf - Garze - Göddingen - Karze - Radegast - Rosenthal - Walmsburg - Wendewisch |
|      | Samtgemeinde Dahlenburg    | siehe Ortsteile                        |        |      | - Boitze - Dahlem - Dahlenburg - Nahrendorf - Tosterglope |
|      | Samtgemeinde Gellersen     | siehe Ortsteile                        |        |      | - Kirchgellersen - Reppenstedt - Südergellersen - Westergellersen |
|      | Samtgemeinde Ilmenau       | siehe Ortsteile                        |        |      | - Barnstedt - Deutsch Evern - Embsen - Melbeck |
|      | Lüneburg                   | Liste der Bodendenkmale in Lüneburg    |        |      | - Ebensberg - Häcklingen - Lüneburg - Ochtmissen - Oedeme - Rettmer |
|      | Samtgemeinde Ostheide      | siehe Ortsteile                        |        |      | - Barendorf - Neetze - Reinstorf - Thomasburg - Vastorf - Wendisch Evern |
|      | Samtgemeinde Scharnebeck   | siehe Ortsteile                        |        |      | - Artlenburg - Brietlingen - Echem - Hittbergen - Hohnstorf - Lüdersburg - Rullstorf - Scharnebeck |

Ortsteile in schwarzer Schrift weisen keine Bodendenkmale aus.